# Campionato mondiale femminile under 18 di pallavolo 2015
Il campionato mondiale femminile under 18 di pallavolo 2015 si è svolto dal 7 al 16 agosto 2015 a Callao e Lima, in Perù: al torneo hanno partecipato venti squadre nazionali under 18 e la vittoria finale è andata per la prima volta all'Italia.

## Qualificazioni
Al torneo hanno partecipato: la nazionale del paese organizzatore, una nazionale africana, qualificata tramite il campionato continentale 2014, quattro nazionali asiatiche e oceaniane, tutte qualificate tramite il campionato continentale 2014, sei nazionali europee, tutte qualificate tramite il campionato continentale 2015, quattro nazionali nordamericane, tre qualificate tramite il campionato continentale 2014 e una qualificata tramite la Coppa panamericana under 18 2015, due nazionali sudamericane, tutte qualificate tramite il campionato continentale 2014, e due nazionali meglio classificate nel FIVB World Rankings tra quelle non qualificate.

## Impianti
|                                                                      |                                                                         |  |
|                                                                      |                                                                         |  |
| Coliseo Miguel Grau Città: Callao Capienza: 3 500 Anno d'apertura: - | Coliseo Eduardo Dibós Città: Lima Capienza: 6 000 Anno d'apertura: 1994 |  |

## Regolamento

### Formula
Le squadre hanno disputato una prima fase a gironi con formula del girone all'italiana; al termine della prima fase:
- Le prime quattro classificate di ogni girone hanno acceduto alla fase finale per il primo posto strutturata in ottavi di finale, quarti di finale, semifinali, finale per il terzo posto e finale.
- Le quattro sconfitte agli ottavi di finale della fase finale per il primo posto hanno acceduto alla fase finale per il quinto posto strutturata in semifinali, finale per il settimo posto e finale per il quinto posto.
- Le otto sconfitte agli ottavi di finale della fase finale per il primo posto hanno acceduto alla fase finale per il nono posto strutturata in quarti di finale, semifinali, finale per l'undicesimo posto e finale per il nono posto.
- Le quattro sconfitte ai quarti di finale della fase finale per il nono posto hanno acceduto alla fase finale per il tredicesimo posto strutturata in semifinali, finale per il quindicesimo posto e finale per il tredicesimo posto.
- L'ultima classificata di ogni girone ha acceduto al girone per il diciassettesimo posto giocato con formula del girone all'italiana.

### Criteri di classifica
Se il risultato finale è stato di 3-0 o 3-1 sono stati assegnati 3 punti alla squadra vincente e 0 a quella sconfitta, se il risultato finale è stato di 3-2 sono stati assegnati 2 punti alla squadra vincente e 1 a quella sconfitta.
L'ordine del posizionamento in classifica è stato definito in base a:
- Numero di partite vinte;
- Punti;
- Ratio dei set vinti/persi;
- Ratio dei punti realizzati/subiti;
- Risultati degli scontri diretti.

## Squadre partecipanti
| Squadra         | Qualificazione                                      | Ultima partecipazione |
| --------------- | --------------------------------------------------- | --------------------- |
| Argentina       | 2ª al campionato sudamericano under 18 2014         | Thailandia 2013       |
| Belgio          | 3ª al campionato europeo under 18 2015              | Thailandia 2009       |
| Brasile         | 1ª al campionato sudamericano under 18 2014         | Thailandia 2013       |
| Cina            | 3ª al campionato asiatico e oceaniano under 18 2014 | Thailandia 2013       |
| Corea del Sud   | 4ª al campionato asiatico e oceaniano under 18 2014 | Messico 2007          |
| Cuba            | 3ª alla Coppa panamericana under 18 2015            | Thailandia 1997       |
| Egitto          | 1ª al campionato africano under 18 2014             | Thailandia 2013       |
| Germania        | 6ª al campionato europeo under 18 2015              | Turchia 2011          |
| Giappone        | 1ª al campionato asiatico e oceaniano under 18 2014 | Thailandia 2013       |
| Italia          | 5ª al campionato europeo under 18 2015              | Thailandia 2013       |
| Messico         | 3ª al campionato nordamericano under 18 2014        | Thailandia 2013       |
| Perù            | Paese organizzatore                                 | Thailandia 2013       |
| Polonia         | 8ª nel ranking FIVB                                 | Thailandia 2013       |
| Rep. Dominicana | 1ª al campionato nordamericano under 18 2014        | Thailandia 2013       |
| Russia          | 1ª al campionato europeo under 18 2015              | Messico 2007          |
| Serbia          | 2ª al campionato europeo under 18 2015              | Thailandia 2013       |
| Stati Uniti     | 2ª al campionato nordamericano under 18 2014        | Thailandia 2013       |
| Taipei cinese   | 6ª nel ranking FIVB                                 | Thailandia 2013       |
| Thailandia      | 2ª al campionato asiatico e oceaniano under 18 2014 | Thailandia 2013       |
| Turchia         | 4ª al campionato europeo under 18 2015              | Thailandia 2013       |

## Torneo

### Fase a gironi
I gironi sono stati sorteggiati l'11 giugno 2015 a Lima.
| Girone A      | Girone B   | Girone C        | Girone D |
| ------------- | ---------- | --------------- | -------- |
| Corea del Sud | Cina       | Argentina       | Brasile  |
| Egitto        | Germania   | Belgio          | Cuba     |
| Messico       | Polonia    | Rep. Dominicana | Giappone |
| Perù          | Serbia     | Russia          | Italia   |
| Taipei cinese | Thailandia | Stati Uniti     | Turchia  |

#### Girone A

##### Risultati
| 7 agosto 2015 Coliseo Eduardo Dibós, Lima Durata: 1h:54 - Spettatori: 300    | Corea del Sud | 3 - 2 | Messico       | 17-25, 25-18, 20-25, 25-19, 15-13 |
| 7 agosto 2015 Coliseo Eduardo Dibós, Lima Durata: 1h:43 - Spettatori: 3 700  | Perù          | 3 - 1 | Egitto        | 27-25, 25-20, 20-25, 25-23        |
| 8 agosto 2015 Coliseo Eduardo Dibós, Lima Durata: 1h:55 - Spettatori: 3 500  | Corea del Sud | 2 - 3 | Taipei cinese | 25-23, 20-25, 22-25, 25-12, 13-15 |
| 8 agosto 2015 Coliseo Eduardo Dibós, Lima Durata: 2h:00 - Spettatori: 3 500  | Perù          | 3 - 2 | Messico       | 22-25, 25-18, 21-25, 25-14, 15-11 |
| 9 agosto 2015 Coliseo Eduardo Dibós, Lima Durata: 1h:43 - Spettatori: 4 350  | Egitto        | 3 - 1 | Taipei cinese | 25-22, 18-25, 25-21, 25-20        |
| 9 agosto 2015 Coliseo Eduardo Dibós, Lima Durata: 2h:11 - Spettatori: 5 000  | Perù          | 2 - 3 | Corea del Sud | 25-14, 22-25, 25-19, 22-25, 14-16 |
| 10 agosto 2015 Coliseo Eduardo Dibós, Lima Durata: 1h:13 - Spettatori: 100   | Corea del Sud | 3 - 0 | Egitto        | 25-23, 25-23, 25-17               |
| 10 agosto 2015 Coliseo Eduardo Dibós, Lima Durata: 1h:14 - Spettatori: 100   | Taipei cinese | 0 - 3 | Messico       | 23-25, 15-25, 16-25               |
| 11 agosto 2015 Coliseo Eduardo Dibós, Lima Durata: 1h:57 - Spettatori: 400   | Messico       | 2 - 3 | Egitto        | 26-28, 26-24, 25-17, 24-26, 15-17 |
| 11 agosto 2015 Coliseo Eduardo Dibós, Lima Durata: 1h:52 - Spettatori: 5 000 | Perù          | 3 - 1 | Taipei cinese | 22-25, 25-21, 25-15, 25-23        |

##### Classifica
| Pos | Squadra       | Pt | G | V | P | SV | SP | Ratio | PF  | PS  | Ratio |
| --- | ------------- | -- | - | - | - | -- | -- | ----- | --- | --- | ----- |
| 1   | Perù          | 9  | 4 | 3 | 1 | 11 | 7  | 1.571 | 410 | 369 | 1.111 |
| 2   | Corea del Sud | 8  | 4 | 3 | 1 | 11 | 7  | 1.571 | 381 | 372 | 1.024 |
| 3   | Egitto        | 5  | 4 | 2 | 2 | 7  | 9  | 0.777 | 361 | 376 | 0.960 |
| 4   | Messico       | 6  | 4 | 1 | 3 | 9  | 9  | 1.000 | 385 | 376 | 1.023 |
| 5   | Taipei cinese | 2  | 4 | 1 | 3 | 5  | 11 | 0.454 | 326 | 370 | 0.881 |

#### Girone B

##### Risultati
| 7 agosto 2015 Coliseo Eduardo Dibós, Lima Durata: 1h:11 - Spettatori: 200  | Serbia     | 3 - 0 | Polonia    | 25-20, 25-13, 25-23               |
| 7 agosto 2015 Coliseo Eduardo Dibós, Lima Durata: 1h:20 - Spettatori: 300  | Thailandia | 0 - 3 | Germania   | 22-25, 16-25, 18-25               |
| 8 agosto 2015 Coliseo Eduardo Dibós, Lima Durata: 1h:59 - Spettatori: 200  | Polonia    | 3 - 2 | Thailandia | 25-21, 26-28, 25-10, 22-25, 15-13 |
| 8 agosto 2015 Coliseo Eduardo Dibós, Lima Durata: 1h:40 - Spettatori: 200  | Cina       | 3 - 1 | Serbia     | 25-21, 25-17, 24-26, 25-23        |
| 9 agosto 2015 Coliseo Eduardo Dibós, Lima Durata: 1h:42 - Spettatori: 250  | Thailandia | 1 - 3 | Cina       | 26-28, 13-25, 25-23, 16-25        |
| 9 agosto 2015 Coliseo Eduardo Dibós, Lima Durata: 1h:34 - Spettatori: 250  | Germania   | 3 - 1 | Polonia    | 25-11, 25-12, 20-25, 25-16        |
| 10 agosto 2015 Coliseo Eduardo Dibós, Lima Durata: 1h:52 - Spettatori: 150 | Cina       | 1 - 3 | Germania   | 25-19, 21-25, 23-25, 22-25        |
| 10 agosto 2015 Coliseo Eduardo Dibós, Lima Durata: 1h:09 - Spettatori: 150 | Serbia     | 3 - 0 | Thailandia | 25-14, 25-16, 25-21               |
| 11 agosto 2015 Coliseo Eduardo Dibós, Lima Durata: 1h:17 - Spettatori: 150 | Germania   | 3 - 0 | Serbia     | 26-24, 25-21, 25-21               |
| 11 agosto 2015 Coliseo Eduardo Dibós, Lima Durata: 1h:24 - Spettatori: 200 | Polonia    | 0 - 3 | Cina       | 17-25, 28-30, 17-25               |

##### Classifica
| Pos | Squadra    | Pt | G | V | P | SV | SP | Ratio | PF  | PS  | Ratio |
| --- | ---------- | -- | - | - | - | -- | -- | ----- | --- | --- | ----- |
| 1   | Germania   | 12 | 4 | 4 | 0 | 12 | 2  | 6.000 | 340 | 277 | 1.227 |
| 2   | Cina       | 9  | 4 | 3 | 1 | 10 | 5  | 2.000 | 371 | 323 | 1.148 |
| 3   | Serbia     | 6  | 4 | 2 | 2 | 7  | 6  | 1.166 | 303 | 282 | 1.074 |
| 4   | Polonia    | 2  | 4 | 1 | 3 | 4  | 11 | 0.363 | 295 | 347 | 0.850 |
| 5   | Thailandia | 1  | 4 | 0 | 4 | 3  | 12 | 0.250 | 284 | 364 | 0.780 |

#### Girone C

##### Risultati
| 7 agosto 2015 Coliseo Miguel Grau, Callao Durata: 1h:36 - Spettatori: 1100 | Rep. Dominicana | 1 - 3 | Belgio          | 17-25, 15-25, 25-16, 19-25        |
| 7 agosto 2015 Coliseo Miguel Grau, Callao Durata: 1h:13 - Spettatori: 1000 | Argentina       | 0 - 3 | Russia          | 21-25, 14-25, 17-25               |
| 8 agosto 2015 Coliseo Miguel Grau, Callao Durata: 1h:28 - Spettatori: 350  | Belgio          | 3 - 0 | Argentina       | 29-27, 25-22, 25-20               |
| 8 agosto 2015 Coliseo Miguel Grau, Callao Durata: 1h:05 - Spettatori: 400  | Stati Uniti     | 3 - 0 | Rep. Dominicana | 25-15, 25-17, 25-17               |
| 9 agosto 2015 Coliseo Miguel Grau, Callao Durata: 1h:15 - Spettatori: 300  | Argentina       | 0 - 3 | Stati Uniti     | 20-25, 19-25, 23-25               |
| 9 agosto 2015 Coliseo Miguel Grau, Callao Durata: 1h:25 - Spettatori: 350  | Russia          | 3 - 0 | Belgio          | 25-17, 25-23, 25-19               |
| 10 agosto 2015 Coliseo Miguel Grau, Callao Durata: 1h:57 - Spettatori: 850 | Stati Uniti     | 2 - 3 | Russia          | 25-19, 20-25, 25-19, 23-25, 10-15 |
| 10 agosto 2015 Coliseo Miguel Grau, Callao Durata: 1h:38 - Spettatori: 300 | Rep. Dominicana | 1 - 3 | Argentina       | 17-25, 11-25, 25-19, 23-25        |
| 11 agosto 2015 Coliseo Miguel Grau, Callao Durata: 1h:10 - Spettatori: 250 | Russia          | 3 - 0 | Rep. Dominicana | 25-13, 25-19, 25-19               |
| 11 agosto 2015 Coliseo Miguel Grau, Callao Durata: 1h:18 - Spettatori: 250 | Belgio          | 0 - 3 | Stati Uniti     | 17-25, 23-25, 19-25               |

##### Classifica
| Pos | Squadra         | Pt | G | V | P | SV | SP | Ratio | PF  | PS  | Ratio |
| --- | --------------- | -- | - | - | - | -- | -- | ----- | --- | --- | ----- |
| 1   | Russia          | 11 | 4 | 4 | 0 | 12 | 2  | 0.000 | 328 | 265 | 1.237 |
| 2   | Stati Uniti     | 10 | 4 | 3 | 1 | 11 | 3  | 3.666 | 328 | 273 | 1.201 |
| 3   | Belgio          | 6  | 4 | 2 | 2 | 6  | 7  | 0.857 | 288 | 295 | 0.976 |
| 4   | Argentina       | 3  | 4 | 1 | 3 | 3  | 10 | 0.300 | 277 | 305 | 0.908 |
| 5   | Rep. Dominicana | 0  | 4 | 0 | 4 | 2  | 12 | 0.166 | 252 | 335 | 0.752 |

#### Girone D

##### Risultati
| 7 agosto 2015 Coliseo Miguel Grau, Callao Durata: 1h:08 - Spettatori: 800  | Giappone | 3 - 0 | Cuba     | 29-27, 25-6, 25-17         |
| 7 agosto 2015 Coliseo Miguel Grau, Callao Durata: 1h:08 - Spettatori: 1100 | Turchia  | 0 - 3 | Italia   | 14-25, 18-25, 18-25        |
| 8 agosto 2015 Coliseo Miguel Grau, Callao Durata: 1h:03 - Spettatori: 750  | Cuba     | 0 - 3 | Turchia  | 14-25, 14-25, 14-25        |
| 8 agosto 2015 Coliseo Miguel Grau, Callao Durata: 1h:37 - Spettatori: 1000 | Brasile  | 3 - 0 | Giappone | 25-19, 33-31, 28-26        |
| 9 agosto 2015 Coliseo Miguel Grau, Callao Durata: 1h:19 - Spettatori: 250  | Turchia  | 3 - 0 | Brasile  | 25-23, 25-21, 25-22        |
| 9 agosto 2015 Coliseo Miguel Grau, Callao Durata: 0h:57 - Spettatori: 250  | Italia   | 3 - 0 | Cuba     | 25-9, 25-15, 25-18         |
| 10 agosto 2015 Coliseo Miguel Grau, Callao Durata: 1h:10 - Spettatori: 450 | Brasile  | 0 - 3 | Italia   | 14-25, 16-25, 19-25        |
| 10 agosto 2015 Coliseo Miguel Grau, Callao Durata: 1h:42 - Spettatori: 600 | Giappone | 3 - 1 | Turchia  | 16-25, 25-23, 25-22, 25-20 |
| 11 agosto 2015 Coliseo Miguel Grau, Callao Durata: 1h:35 - Spettatori: 500 | Italia   | 3 - 0 | Giappone | 25-22, 25-20, 35-33        |
| 11 agosto 2015 Coliseo Miguel Grau, Callao Durata: 1h:06 - Spettatori: 300 | Cuba     | 0 - 3 | Brasile  | 15-25, 8-25, 17-25         |

##### Classifica
| Pos | Squadra  | Pt | G | V | P | SV | SP | Ratio | PF  | PS  | Ratio |
| --- | -------- | -- | - | - | - | -- | -- | ----- | --- | --- | ----- |
| 1   | Italia   | 12 | 4 | 4 | 0 | 12 | 0  | MAX   | 310 | 216 | 1.435 |
| 2   | Turchia  | 6  | 4 | 2 | 2 | 7  | 6  | 1.166 | 280 | 274 | 1.021 |
| 3   | Brasile  | 6  | 4 | 2 | 2 | 6  | 6  | 1.000 | 276 | 266 | 1.037 |
| 4   | Giappone | 6  | 4 | 2 | 2 | 6  | 7  | 0.857 | 321 | 301 | 1.066 |
| 5   | Cuba     | 0  | 4 | 0 | 4 | 0  | 12 | 0.000 | 174 | 304 | 0.572 |

### Finali 1º e 3º posto
|  | Ottavi di finale | Ottavi di finale |             |   | Quarti di finale          | Quarti di finale          |  |  | Semifinali | Semifinali |  |  | Finale | Finale |
|  |                  |                  |             |   |                           |                           |  |  |            |            |  |  |        |        |
|  |                  |                  |             |   |                           |                           |  |  |            |            |  |  |        |        |
|  |                  |                  |             |   |                           |                           |  |  |            |            |  |  |        |        |
|  | Germania         | 3                |             |   |                           |                           |  |  |            |            |  |  |        |        |
|  | Germania         | 3                |             |   |                           |                           |  |  |            |            |  |  |        |        |
|  | Messico          | 0                |             |   |                           |                           |  |  |            |            |  |  |        |        |
|  | Messico          | 0                | Germania    | 0 |                           |                           |  |  |            |            |  |  |        |        |
|  |                  |                  | Germania    | 0 |                           |                           |  |  |            |            |  |  |        |        |
|  |                  | Stati Uniti      | 3           |   |                           |                           |  |  |            |            |  |  |        |        |
|  | Stati Uniti      | Stati Uniti      | 3           | 3 |                           |                           |  |  |            |            |  |  |        |        |
|  | Stati Uniti      |                  |             | 3 |                           |                           |  |  |            |            |  |  |        |        |
|  | Brasile          | 1                |             |   |                           |                           |  |  |            |            |  |  |        |        |
|  | Brasile          | 1                | Stati Uniti | 3 |                           |                           |  |  |            |            |  |  |        |        |
|  |                  |                  | Stati Uniti | 3 |                           |                           |  |  |            |            |  |  |        |        |
|  |                  | Cina             | 1           |   |                           |                           |  |  |            |            |  |  |        |        |
|  | Cina             | Cina             | 1           | 3 |                           |                           |  |  |            |            |  |  |        |        |
|  | Cina             |                  |             | 3 |                           |                           |  |  |            |            |  |  |        |        |
|  | Egitto           | 1                |             |   |                           |                           |  |  |            |            |  |  |        |        |
|  | Egitto           | 1                | Cina        | 3 |                           |                           |  |  |            |            |  |  |        |        |
|  |                  |                  | Cina        | 3 |                           |                           |  |  |            |            |  |  |        |        |
|  |                  | Russia           | 0           |   |                           |                           |  |  |            |            |  |  |        |        |
|  | Russia           | Russia           | 0           | 3 |                           |                           |  |  |            |            |  |  |        |        |
|  | Russia           |                  |             | 3 |                           |                           |  |  |            |            |  |  |        |        |
|  | Giappone         | 2                |             |   |                           |                           |  |  |            |            |  |  |        |        |
|  | Giappone         | 2                | Stati Uniti | 0 |                           |                           |  |  |            |            |  |  |        |        |
|  |                  |                  | Stati Uniti | 0 |                           |                           |  |  |            |            |  |  |        |        |
|  |                  | Italia           | 3           |   |                           |                           |  |  |            |            |  |  |        |        |
|  | Italia           | Italia           | 3           | 3 |                           |                           |  |  |            |            |  |  |        |        |
|  | Italia           |                  |             | 3 |                           |                           |  |  |            |            |  |  |        |        |
|  | Argentina        | 0                |             |   |                           |                           |  |  |            |            |  |  |        |        |
|  | Argentina        | 0                | Italia      | 3 |                           |                           |  |  |            |            |  |  |        |        |
|  |                  |                  | Italia      | 3 |                           |                           |  |  |            |            |  |  |        |        |
|  |                  | Serbia           | 1           |   |                           |                           |  |  |            |            |  |  |        |        |
|  | Corea del Sud    | Serbia           | 1           | 0 |                           |                           |  |  |            |            |  |  |        |        |
|  | Corea del Sud    |                  |             | 0 |                           |                           |  |  |            |            |  |  |        |        |
|  | Serbia           | 3                |             |   |                           |                           |  |  |            |            |  |  |        |        |
|  | Serbia           | 3                | Italia      | 3 |                           |                           |  |  |            |            |  |  |        |        |
|  |                  |                  | Italia      | 3 |                           |                           |  |  |            |            |  |  |        |        |
|  |                  | Turchia          | 1           |   | Finale per il terzo posto | Finale per il terzo posto |  |  |            |            |  |  |        |        |
|  | Turchia          | Turchia          | 1           | 3 | Finale per il terzo posto | Finale per il terzo posto |  |  |            |            |  |  |        |        |
|  | Turchia          |                  |             | 3 |                           |                           |  |  |            |            |  |  |        |        |
|  | Belgio           | 1                |             |   |                           |                           |  |  |            |            |  |  |        |        |
|  | Belgio           | 1                | Turchia     | 3 | Cina                      | 3                         |  |  |            |            |  |  |        |        |
|  |                  |                  | Turchia     | 3 | Cina                      | 3                         |  |  |            |            |  |  |        |        |
|  |                  | Polonia          | 0           |   | Turchia                   | 0                         |  |  |            |            |  |  |        |        |
|  | Perù             | Polonia          | 0           | 0 | Turchia                   | 0                         |  |  |            |            |  |  |        |        |
|  | Perù             |                  |             | 0 |                           |                           |  |  |            |            |  |  |        |        |
|  | Polonia          | 3                |             |   |                           |                           |  |  |            |            |  |  |        |        |
|  | Polonia          | 3                |             |   |                           |                           |  |  |            |            |  |  |        |        |

#### Ottavi di finale
| 13 agosto 2015 Coliseo Eduardo Dibós, Lima Durata: 1h:32 - Spettatori: 200   | Egitto        | 1 - 3 | Cina      | 17-25, 25-21, 14-25, 17-25       |
| 13 agosto 2015 Coliseo Miguel Grau, Callao Durata: 2h:09 - Spettatori: 900   | Russia        | 3 - 2 | Giappone  | 23-25, 25-19, 25-17, 20-25, 15-8 |
| 13 agosto 2015 Coliseo Eduardo Dibós, Lima Durata: 1h:17 - Spettatori: 250   | Messico       | 0 - 3 | Germania  | 19-25, 21-25, 22-25              |
| 13 agosto 2015 Coliseo Miguel Grau, Callao Durata: 1h:36 - Spettatori: 800   | Stati Uniti   | 3 - 1 | Brasile   | 25-19, 21-25, 25-20, 25-15       |
| 13 agosto 2015 Coliseo Eduardo Dibós, Lima Durata: 1h:15 - Spettatori: 3 000 | Corea del Sud | 0 - 3 | Serbia    | 22-25, 21-25, 20-25              |
| 13 agosto 2015 Coliseo Miguel Grau, Callao Durata: 1h:10 - Spettatori: 400   | Italia        | 3 - 0 | Argentina | 25-16, 25-21, 25-23              |
| 13 agosto 2015 Coliseo Miguel Grau, Callao Durata: 1h:55 - Spettatori: 280   | Turchia       | 3 - 1 | Belgio    | 25-21, 23-25, 25-15, 25-21       |
| 13 agosto 2015 Coliseo Eduardo Dibós, Lima Durata: 1h:18 - Spettatori: 4 500 | Perù          | 0 - 3 | Polonia   | 22-25, 17-25, 17-25              |

#### Quarti di finale
| 14 agosto 2015 Coliseo Eduardo Dibós, Lima Durata: 1h:10 - Spettatori: 300 | Cina     | 3 - 0 | Russia      | 25-14, 25-16, 25-19        |
| 14 agosto 2015 Coliseo Eduardo Dibós, Lima Durata: 1h:06 - Spettatori: 300 | Germania | 0 - 3 | Stati Uniti | 19-25, 11-25, 20-25        |
| 14 agosto 2015 Coliseo Eduardo Dibós, Lima Durata: 1h:34 - Spettatori: 500 | Serbia   | 1 - 3 | Italia      | 25-22, 18-25, 19-25, 17-25 |
| 14 agosto 2015 Coliseo Miguel Grau, Callao Durata: 1h:07 - Spettatori: 250 | Turchia  | 3 - 0 | Polonia     | 25-9, 25-15, 25-16         |

#### Semifinali
| 15 agosto 2015 Coliseo Eduardo Dibós, Lima Durata: 1h:41 - Spettatori: 450   | Stati Uniti | 3 - 1 | Cina    | 25-18, 25-13, 27-29, 25-18 |
| 15 agosto 2015 Coliseo Eduardo Dibós, Lima Durata: 1h:34 - Spettatori: 2 500 | Italia      | 3 - 1 | Turchia | 23-25, 25-23, 25-18, 25-14 |

#### Finale 3º posto
| 16 agosto 2015 Coliseo Eduardo Dibós, Lima Durata: 1h:25 - Spettatori: 1 000 | Cina | 3 - 0 | Turchia | 25-23, 25-21, 29-27 |

#### Finale
| 16 agosto 2015 Coliseo Eduardo Dibós, Lima Durata: 1h:05 - Spettatori: 4 000 | Stati Uniti | 0 - 3 | Italia | 20-25, 18-25, 16-25 |

### Finali 5º e 7º posto
|  | Semifinali | Semifinali | Semifinali |        |          | Finale 5º/6º posto | Finale 5º/6º posto | Finale 5º/6º posto |  |
|  |            |            |            |        |          |                    |                    |                    |  |
|  | Germania   | Germania   | 3          |        |          |                    |                    |                    |  |
|  | Germania   | Germania   | 3          |        |          |                    |                    |                    |  |
|  | Russia     | Russia     | 0          |        |          |                    |                    |                    |  |
|  | Russia     | Russia     | 0          |        | Germania | Germania           | 0                  |                    |  |
|  |            |            |            |        | Germania | Germania           | 0                  |                    |  |
|  |            |            | Serbia     | Serbia | 3        |                    |                    |                    |  |
|  | Serbia     | Serbia     | Serbia     | Serbia | 3        | 3                  |                    |                    |  |
|  | Serbia     | Serbia     |            |        |          | 3                  |                    |                    |  |
|  | Polonia    | Polonia    | 0          |        |          | Finale 7º/8º posto | Finale 7º/8º posto | Finale 7º/8º posto |  |
|  | Polonia    | Polonia    | 0          |        |          |                    |                    |                    |  |
|  |            |            |            |        |          |                    |                    |                    |  |
|  |            |            |            |        |          | Russia             | Russia             | 3                  |  |
|  |            |            |            |        |          | Russia             | Russia             | 3                  |  |
|  |            |            |            |        |          | Polonia            | Polonia            | 0                  |  |

#### Semifinali
| 15 agosto 2015 Coliseo Eduardo Dibós, Lima Durata: 2h:00 - Spettatori: 260 | Germania | 3 - 2 | Russia  | 25-17, 20-25, 25-17, 14-25, 15-13 |
| 15 agosto 2015 Coliseo Miguel Grau, Callao Durata: 1h:51 - Spettatori: 100 | Serbia   | 3 - 2 | Polonia | 20-25, 21-25, 25-8, 25-21, 19-17  |

#### Finale 7º posto
| 16 agosto 2015 Coliseo Miguel Grau, Callao Durata: 1h:05 - Spettatori: 100 | Russia | 3 - 0 | Polonia | 25-14, 25-18, 25-16 |

#### Finale 5º posto
| 16 agosto 2015 Coliseo Eduardo Dibós, Lima Durata: 1h:12 - Spettatori: 100 | Germania | 0 - 3 | Serbia | 19-25, 19-25, 24-26 |

### Finali 9º e 11º posto
|  | Quarti di finale | Quarti di finale |           |        | Semifinali           | Semifinali           |  |  | Finale 9º/10º posto | Finale 9º/10º posto |
|  |                  |                  |           |        |                      |                      |  |  |                     |                     |
|  |                  |                  |           |        |                      |                      |  |  |                     |                     |
|  |                  |                  |           |        |                      |                      |  |  |                     |                     |
|  | Messico          | 1                |           |        |                      |                      |  |  |                     |                     |
|  | Messico          | 1                |           |        |                      |                      |  |  |                     |                     |
|  | Brasile          | 3                |           |        |                      |                      |  |  |                     |                     |
|  | Brasile          | 3                | Brasile   | 1      |                      |                      |  |  |                     |                     |
|  |                  |                  | Brasile   | 1      |                      |                      |  |  |                     |                     |
|  |                  | Giappone         | 3         |        |                      |                      |  |  |                     |                     |
|  | Egitto           | Giappone         | 3         | 0      |                      |                      |  |  |                     |                     |
|  | Egitto           |                  |           | 0      |                      |                      |  |  |                     |                     |
|  | Giappone         | 3                |           |        |                      |                      |  |  |                     |                     |
|  | Giappone         | 3                | Giappone  | 3      |                      |                      |  |  |                     |                     |
|  |                  |                  | Giappone  | 3      |                      |                      |  |  |                     |                     |
|  |                  | Argentina        | 0         |        |                      |                      |  |  |                     |                     |
|  | Argentina        | Argentina        | 0         | 3      |                      |                      |  |  |                     |                     |
|  | Argentina        |                  |           | 3      |                      |                      |  |  |                     |                     |
|  | Corea del Sud    | 0                |           |        |                      |                      |  |  |                     |                     |
|  | Corea del Sud    | 0                | Argentina | 3      | Finale 11º/12º posto | Finale 11º/12º posto |  |  |                     |                     |
|  |                  |                  | Argentina | 3      | Finale 11º/12º posto | Finale 11º/12º posto |  |  |                     |                     |
|  |                  | Belgio           | 2         |        |                      |                      |  |  |                     |                     |
|  | Belgio           | Belgio           | 2         | 3      | Brasile              | 3                    |  |  |                     |                     |
|  | Belgio           |                  |           | 3      | Brasile              | 3                    |  |  |                     |                     |
|  | Perù             | 1                |           | Belgio | 1                    |                      |  |  |                     |                     |
|  | Perù             | 1                |           |        | 1                    |                      |  |  |                     |                     |
|  |                  |                  |           |        |                      |                      |  |  |                     |                     |
|  |                  |                  |           |        |                      |                      |  |  |                     |                     |

#### Quarti di finale
| 14 agosto 2015 Coliseo Eduardo Dibós, Lima Durata: 1h:03 - Spettatori: 150   | Egitto    | 0 - 3 | Giappone      | 11-25, 18-25, 14-25        |
| 14 agosto 2015 Coliseo Miguel Grau, Callao Durata: 1h:48 - Spettatori: 100   | Messico   | 1 - 3 | Brasile       | 20-25, 25-18, 17-25, 18-25 |
| 14 agosto 2015 Coliseo Miguel Grau, Callao Durata: 1h:05 - Spettatori: 200   | Argentina | 3 - 0 | Corea del Sud | 25-15, 25-17, 25-21        |
| 14 agosto 2015 Coliseo Eduardo Dibós, Lima Durata: 1h:37 - Spettatori: 1 500 | Belgio    | 3 - 1 | Perù          | 25-20, 25-15, 23-25, 25-12 |

#### Semifinali
| 15 agosto 2015 Coliseo Miguel Grau, Callao Durata: 2h:02 - Spettatori: 300 | Argentina | 3 - 2 | Belgio   | 22-25, 25-18, 25-27, 25-21, 15-11 |
| 15 agosto 2015 Coliseo Miguel Grau, Callao Durata: 1h:48 - Spettatori: 250 | Brasile   | 1 - 3 | Giappone | 25-21, 21-25, 23-25, 18-25        |

#### Finale 11º posto
| 16 agosto 2015 Coliseo Miguel Grau, Callao Durata: 1h:44 - Spettatori: 250 | Brasile | 3 - 1 | Belgio | 25-17, 20-25, 25-20, 25-17 |

#### Finale 9º posto
| 16 agosto 2015 Coliseo Miguel Grau, Callao Durata: 1h:13 - Spettatori: 250 | Giappone | 3 - 0 | Argentina | 25-21, 25-16, 25-19 |

### Finali 13º e 15º posto
|  | Semifinali    | Semifinali    | Semifinali    |               |        | Finale 13º/14º posto | Finale 13º/14º posto | Finale 13º/14º posto |  |
|  |               |               |               |               |        |                      |                      |                      |  |
|  | Messico       | Messico       | 1             |               |        |                      |                      |                      |  |
|  | Messico       | Messico       | 1             |               |        |                      |                      |                      |  |
|  | Egitto        | Egitto        | 3             |               |        |                      |                      |                      |  |
|  | Egitto        | Egitto        | 3             |               | Egitto | Egitto               | 0                    |                      |  |
|  |               |               |               |               | Egitto | Egitto               | 0                    |                      |  |
|  |               |               | Corea del Sud | Corea del Sud | 3      |                      |                      |                      |  |
|  | Corea del Sud | Corea del Sud | Corea del Sud | Corea del Sud | 3      | 3                    |                      |                      |  |
|  | Corea del Sud | Corea del Sud |               |               |        | 3                    |                      |                      |  |
|  | Perù          | Perù          | 0             |               |        | Finale 15º/16º posto | Finale 15º/16º posto | Finale 15º/16º posto |  |
|  | Perù          | Perù          | 0             |               |        |                      |                      |                      |  |
|  |               |               |               |               |        |                      |                      |                      |  |
|  |               |               |               |               |        | Messico              | Messico              | 3                    |  |
|  |               |               |               |               |        | Messico              | Messico              | 3                    |  |
|  |               |               |               |               |        | Perù                 | Perù                 | 1                    |  |

#### Semifinali
| 15 agosto 2015 Coliseo Miguel Grau, Callao Durata: 1h:38 - Spettatori: 100   | Messico       | 1 - 3 | Egitto | 20-25, 25-17, 21-25, 23-25 |
| 15 agosto 2015 Coliseo Eduardo Dibós, Lima Durata: 1h:15 - Spettatori: 2 500 | Corea del Sud | 3 - 0 | Perù   | 25-23, 25-23, 25-15        |

#### Finale 15º posto
| 16 agosto 2015 Coliseo Eduardo Dibós, Lima Durata: 1h:40 - Spettatori: 2 000 | Messico | 3 - 1 | Perù | 25-13, 18-25, 25-22, 26-24 |

#### Finale 13º posto
| 16 agosto 2015 Coliseo Miguel Grau, Callao Durata: 1h:03 - Spettatori: 100 | Egitto | 0 - 3 | Corea del Sud | 20-25, 18-25, 16-25 |

### Girone 17º posto

#### Risultati
| 13 agosto 2015 Coliseo Miguel Grau, Callao Durata: 1h:43 - Spettatori: 200 | Rep. Dominicana | 3 - 1 | Cuba            | 23-25, 25-18, 25-18, 25-20 |
| 13 agosto 2015 Coliseo Eduardo Dibós, Lima Durata: 1h:45 - Spettatori: 100 | Taipei cinese   | 1 - 3 | Thailandia      | 22-25, 25-22, 19-25, 20-25 |
| 14 agosto 2015 Coliseo Eduardo Dibós, Lima Durata: 1h:28 - Spettatori: 100 | Cuba            | 1 - 3 | Thailandia      | 16-25, 11-25, 25-20, 20-25 |
| 14 agosto 2015 Coliseo Miguel Grau, Callao Durata: 1h:01 - Spettatori: 100 | Taipei cinese   | 0 - 3 | Rep. Dominicana | 17-25, 14-25, 16-25        |
| 15 agosto 2015 Coliseo Miguel Grau, Callao Durata: 1h:45 - Spettatori: 50  | Taipei cinese   | 1 - 3 | Cuba            | 25-20, 25-14, 15-25, 33-31 |
| 15 agosto 2015 Coliseo Eduardo Dibós, Lima Durata: 1h:08 - Spettatori: 200 | Thailandia      | 0 - 3 | Rep. Dominicana | 21-25, 12-25, 18-25        |

#### Classifica
| Pos | Squadra         | Pt | G | V | P | SV | SP | Ratio | PF  | PS  | Ratio |
| --- | --------------- | -- | - | - | - | -- | -- | ----- | --- | --- | ----- |
| 1   | Rep. Dominicana | 9  | 3 | 3 | 0 | 9  | 1  | 9.000 | 248 | 179 | 1.385 |
| 2   | Thailandia      | 6  | 3 | 2 | 1 | 6  | 5  | 1.200 | 243 | 233 | 1.042 |
| 3   | Taipei cinese   | 3  | 3 | 1 | 2 | 4  | 7  | 0.571 | 231 | 262 | 0.881 |
| 4   | Cuba            | 0  | 3 | 0 | 3 | 3  | 9  | 0.333 | 243 | 291 | 0.835 |

## Podio

### Campione
Formazione: 1 Carraro, 5 Lubian, 6 Zannoni, 7 Botezat, 8 Provaroni, 10 Pamio, 11 Mancini, 12 Mazzaro, 13 Melli, 14 Egonu, 19 Piani, 20 Orro, CT: Mencarelli

### Secondo posto
Formazione: 1 Butler, 2 Clark, 3 Hammons, 6 Hentz, 7 Hilley, 8 Lanier, 9 Lilley, 12 Pittman, 13 Samedy, 14 Plummer, 19 Stone, 20 Sun, CT: James Stone

### Terzo posto
Formazione: 1 Li, 2 Liu, 4 Qian, 5 Jiang, 6 Zhang Y.q., 7 Xie, 9 Ouyang, 10 Zang, 11 Xu, 12 Wu, 13 Gao, 15 Zhang Z.h., CT: Shen

## Classifica finale
| Pos     | Squadra         |
| ------- | --------------- |
| Oro     | Italia          |
| Argento | Stati Uniti     |
| Bronzo  | Cina            |
| 4       | Turchia         |
| 5       | Serbia          |
| 6       | Germania        |
| 7       | Russia          |
| 8       | Polonia         |
| 9       | Giappone        |
| 10      | Argentina       |
| 11      | Brasile         |
| 12      | Belgio          |
| 13      | Corea del Sud   |
| 14      | Egitto          |
| 15      | Messico         |
| 16      | Perù            |
| 17      | Rep. Dominicana |
| 18      | Thailandia      |
| 19      | Taipei cinese   |
| 20      | Cuba            |

## Premi individuali
| Premio                 | Nome            | Squadra     |
| ---------------------- | --------------- | ----------- |
| MVP                    | Paola Egonu     | Italia      |
| Miglior palleggiatrice | Alessia Orro    | Italia      |
| Miglior opposto        | Kathryn Plummer | Stati Uniti |
| Miglior schiacciatrice | Paola Egonu     | Italia      |
| Miglior schiacciatrice | Li Yingying     | Cina        |
| Miglior centrale       | Jovana Kocić    | Serbia      |
| Miglior centrale       | Zehra Güneş     | Turchia     |
| Miglior libero         | Zang Qianqian   | Cina        |